# ジョサイア・ウェッジウッド
ジョサイア・ウェッジウッド（Josiah Wedgwood, 1730年7月12日 - 1795年1月3日）は、イギリスの陶芸家、事業家。イギリス最大の陶器メーカー「ウェッジウッド社」の創設者。後にイギリス陶芸の父と称される。窯の中の高温を測るパイロメーター（高温測定計）を発明し王立協会会員にも選ばれた科学者としての一面もある。

## 略歴
- 1730年 - イングランドスタフォードシャー州ストーク＝オン＝トレントのバーズレムで代々作陶に携わってきた陶器職人の家に生まれる。父トーマス、母メアリー・ウェッジウッドの末子、第13子。ユニタリアン（非国教）の家系であった。
- 1737年 -（9歳） 父が亡くなり、家業のチャーチヤード工房（Churchyard Works）の跡を継いだ兄トーマス（Thomas）のもとで陶芸を学び始める。
- 1739年 -（11歳） 天然痘にかかり右足が不自由になる。陶器に関する調査と研究に没頭する。
- 1744年 - 14歳頃から作陶を始める。
- 1754年 - バーズレムにて、トーマス・ウィルドン（Thomas Whieldon）と共に事業を開始。この頃から、化学反応や火による物質の変化などの化学を学び陶磁器製作に活かそうとする。
- 1759年 -（28歳） アイビーハウス工房（Ivy House Works）を借り受け、独立。「ウェッジウッド社」創立。
- 1762年、ジョセフ・プリーストリーがウェッジウッドの工場に化学に関するアドバイザーとして訪れる。このとき、プリーストリーはウォリントン・アカデミーで教師をしていて、以前から自然哲学を実験などを通して教える教育が斬新であったり、自然科学の教養があった。ただ、このときは歴史に関する出版がメイン。
- 1763年 - 硬質陶器クリームウェアが完成。
- 1765年、ウェッジウッド社の名声が上がってきた関係もあり、エラズマス・ダーウィンとマシュー・ボールトンから始められた研究サークルに誘われる（後のルナ・ソサエティ）。このとき、鉄のトイ製品に特化したマシュー・ボールトンのソーホー工場が落成したばかりで、この工場をモデルにエルトリア工場を構想する事になる。またプリーストリーをウェッジウッドがこの研究サークルに紹介。
- 1766年 - 国王ジョージ3世の妻シャーロット王妃の称賛を呼び王室御用達の陶工（Potter to Her Majesty）に認められ、「クィーンズウェア」と命名することを許される。
- 1768年 - 右足の状況が悪化し、膝下を切断。
- 1769年、会社の利益は少数の富裕層向けの高級品に頼っており、赤字であった。そのために、簿記を使った経営改善を行う。また蒸気機関をいちはやく導入[3]。因みに友人に道徳哲学者で後に小ピット政権で複式簿記による改革を行うリチャード・プライスがいる[3]。
- 1770年、イギリスの駐ロシア大使が、エカチェリーナ2世のためにディナーセットを注文[3]。
- 1771年 - 工房をエトルリア（Etruria）へと移す。
- 1774年 - 磁器に近いストーンウェア（炻器）を下地にした「ジャスパーウェア」を完成。
- 1783年 - 王立協会の会員となる[4]。
- 1786年 - ポートランドの壺の再現に取り組む。
- 1789年、バーミンガムは鉄で栄えているがイギリスの奴隷貿易の多くを担っていて、エラズムス・ダーウィンが地元で作られている奴隷の自由を奪う拷問用具を下院で低寿する相談の手紙を受ける。ロンドンのショールームで作った人脈を通して作用する。また奴隷解放運動のメダルも作る[5]。
- 1791年、プリーストリー宅襲撃、フランス革命を支持する過激な小冊子などを作っていたため、非難を受ける。非国教徒を擁護する活動に共感をウェッジウッドは得ていたが、安定したイギリスの政治を転覆させようとするプリーストリーを非難する[3]。またこの辺りから非国教徒に対するこだわりが薄れ、エラズマス・ダーウィンと共に子供は非国教徒になる強制はしなかった[5]。
- 1790年 - ポートランドの壺をジャスパーウェアで再現することに成功（ウェッジウッド美術館・蔵）。
- 1795年 - 64歳で亡くなる。

## 備考
- 磁器を製作する際の融剤として長石の替わりに、リン酸カルシウムを含む牛骨を使ったボーンチャイナの生産を試みたのは、息子のジョサイア・ウェッジウッド2世 (Josiah Wedgwood II)。
- ウェッジウッドの娘スザンナは、進化論で有名なチャールズ・ダーウィンの母。つまり、ダーウィンは孫にあたる。また、ダーウィンの妻となったエマ・ウェッジウッドはウェッジウッド2世の娘である。ダーウィンの父方の祖父であるエラズマス・ダーウィンは、ジョサイア・ウェッジウッドの主治医で友人だった。
- 奴隷解放論者であった。